# Nightmares (Buffy the Vampire Slayer)
Nightmares (Pesadillas en España y América Latina) es el décimo episodio de la primera temporada de la serie de televisión estadounidense Buffy, la cazavampiros. El episodio fue escrito por David Greenwalt, con la historia de Joss Whedon, y dirigida por Seth Green. El episodio se estrenó el 12 de mayo de 1997, atrayendo a 2.4 millones de espectadores. En sus pesadillas, el padre de Buffy aparece, Giles no puede leer, Xander es perseguido por un payaso loco y Willow tiene que cantar Madame Butterfly.

## Argumento
Buffy tiene una pesadilla en la que es atacada por el Maestro. Más tarde en la escuela un estudiante abre un libro del que sale una araña que le ataca, mientras otro chico observa lo que ocurre. En su guarida, el Maestro le explica al Elegido que el miedo es una fuerza muy poderosa en el mundo y que se aproximan cambios en Sunnydale. Buffy, Willow y Xander interrogan al chico que fue atacado, quien les cuenta que había tenido pesadillas en las que le atacaban arañas.
En clase, Buffy tiene un examen parcial para el que no está preparada. En cuanto empieza a escribir, mira el reloj y descubre que ha pasado casi toda la hora, apareciendo de nuevo el mismo chico. Más tarde una chica va a fumar al sótano de la escuela, donde es atacada por un hombre grande y feo. Cuando es interrogada en el hospital, la única pista que puede dar es que su atacante dijo «19 de la suerte». Xander entra en la clase y todos se le quedan mirando, ya que va paños menores.
Buffy encuentra un periódico con la foto del chico que se le ha estado apareciendo. El artículo dice que el chico se encuentra en coma, tras fallar en un partido de las ligas menores. En su uniforme llevaba el número 19. Giles le dice que desde que el chico ha estado en el hospital, quizá Buffy haya estado viendo su proyección astral, que puede viajar a través del tiempo y el espacio.
Más tarde, el padre de Buffy la recoge en la escuela y le explica que se fue de casa porque ella causaba muchos problemas y le hacía sentirse avergonzado. Se va marcha dejando a Buffy en estado de shock y el mismo chico vuelve a aparecer. Willow y Xander hablan con Giles, explicándole que sus pesadillas se están volviendo reales, haciéndolos vulnerables a toda clase de peligros.
Buffy habla con el chico, quien le dice que el hombre feo lo quiere matar. Repentinamente el hombre feo aparece y comienza a atacar a Buffy, que no puede igualarlo. Giles advierte a Xander y Willow que la pesadilla de Buffy podría ser mortal, por lo que tienen que encontrarla lo antes posible. Mientras, Willow sufre su propia pesadilla: está sobre el escenario en una ópera para la que no está preparada. La búsqueda de Xander le lleva también a pesadilla: un payaso a quien teme desde su infancia le persigue cuchillo en mano.
Buffy y el chico logran escapar del hombre feo pero, literalmente, pasan de la escuela de día al cementerio de noche. El Maestro aparece y empuja a Buffy dentro de una tumba abierta. Willow, Xander y Giles van a investigar al cementerio. Al ver a la tumba de Buffy, Giles lamenta no haberla protegido mejor, pero de repente Buffy emerge de la tierra convertida en vampiro.
Giles les dice que la forma de parar las pesadillas es que Billy despierte. Van al hospital y allí aparece de nuevo el hombre feo. Buffy lo ataca y cuando está en el suelo pide a Billy que acabe con él. El chico camina hacia el hombre y le despega algo del rostro. Buffy regresa a la normalidad y el niño despierta del coma. El entrenador de su equipo entra y se queda sorprendido al verlo despierto. Buffy se enfrenta a él por golpear al niño. Cuando trata de escapar Xander lo detiene.

## Actores

### Personajes principales
- Sarah Michelle Gellar como Buffy Summers.
- Nicholas Brendon como Xander Harris.
- Alyson Hannigan como Willow Rosenberg.
- Charisma Carpenter como Cordelia Chase.
- and Anthony Stewart Head como Rupert Giles.

### Apariciones especiales
- Kristine Sutherland como Joyce Summers.
- Dean Butler como Hank Summers.
- Mark Metcalf como El Maestro.
- Andrew J. Ferchland como El ungido.
- Jeremy Foley como Billy Palmer.
- Brian Pietro como el entrenador.

## Producción
Una frase de Xander y un diálogo entre Giles y Buffy fueron eliminados del guion original debido a su duración:

Xander: Bien, a pesar del escalofrío que acaba de atravesar mi espina dorsal, voy a decir esto muy calmado: Ayuuudaaa...
Buffy the Vampire Slayer Frase de Xander eliminada

Giles: ¿Están todos bien? Parecen cansados.

Buffy: Luz de hospital. No le hace nada bien a mi estupenda figura.

Giles: ¿Están todos durmiendo bien?

Buffy: Dormiré mejor cuando encuentre a ese sujeto. Nada mejor que patear al malo para animarme el día.
Buffy the Vampire Slayer Diálogo eliminado